# Eupithecia oenone
Eupithecia oenone är en fjärilsart som beskrevs av Butler 1882. Eupithecia oenone ingår i släktet Eupithecia och familjen mätare. Inga underarter finns listade i Catalogue of Life.